# Women’s Premier Ice Hockey League 2014/15
Die Saison 2014/15 war die 33. Austragung der höchsten englischen Fraueneishockeyliga, der Women’s Premier Ice Hockey League. Die Ligadurchführung erfolgte durch die English Ice Hockey Association, den englischen Verband unter dem Dach des britischen Eishockeyverbandes Ice Hockey UK. Der Sieger erhält die Bill Britton Memorial Trophy.

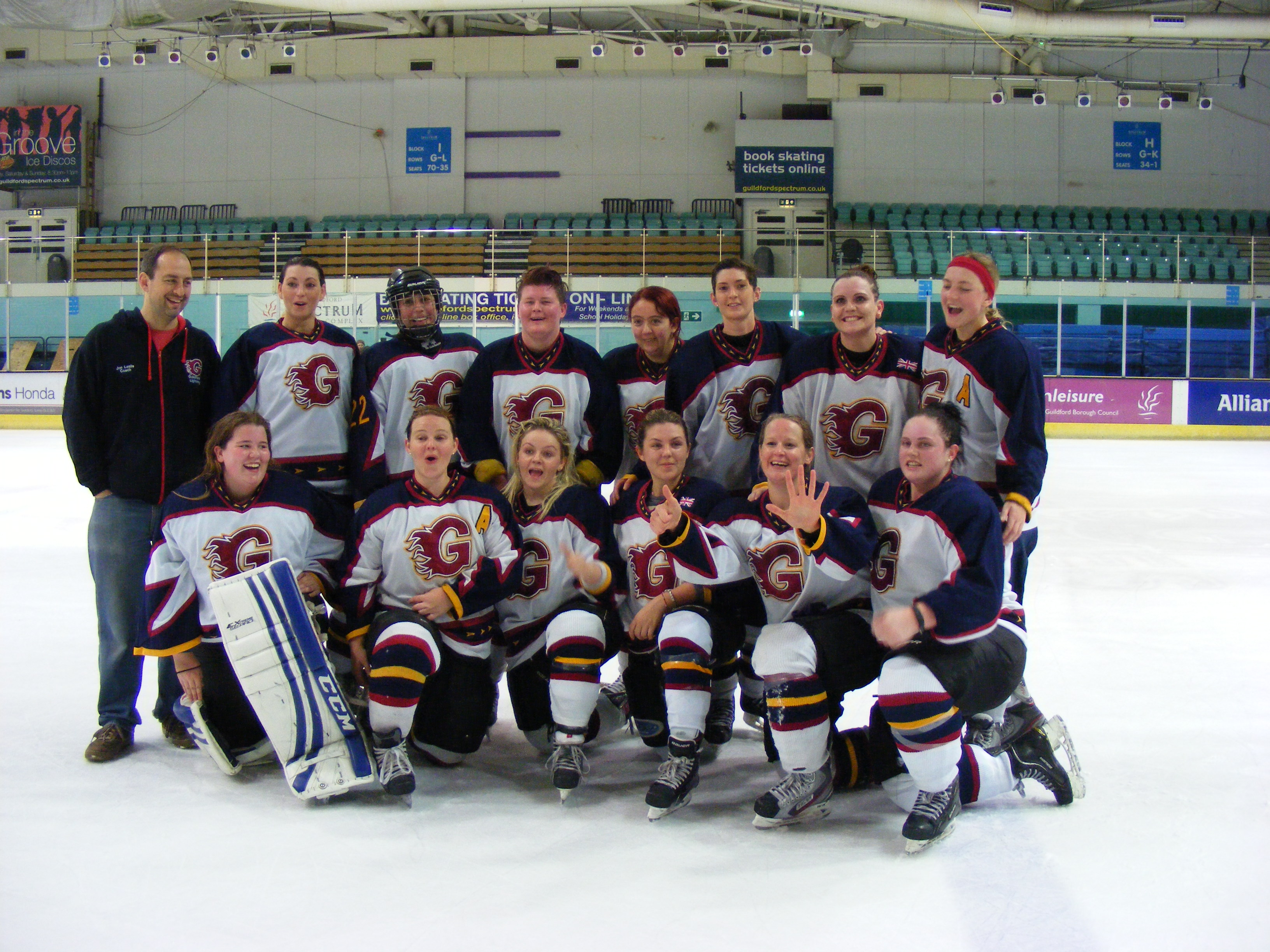
Teamphoto der Guildford Lightning, Mai 2015

## Modus
Zunächst spielten alle Mannschaften eine einfache Runde mit Hin- und Rückspiel. Die vier Besten erreichten das Halbfinale. In dieser Finalrunde wurde jeweils nur ein Spiel zwischen den Kontrahenten ausgetragen. Zur Folgesaison wurde die neue höchste Fraueneishockeyliga Women’s Elite Ice Hockey League eingeführt, für die sich die ersten fünf Mannschaften der Hauptrunde qualifizierten. Die anderen drei wurden mit fünf weiteren Mannschaften in die Women’s Premier Ice Hockey League 2015/16 eingeteilt.

## Hauptrunde
| Platz | Mannschaft            | Spiele | S  | U | N  | Tore   | Punkte |
| ----- | --------------------- | ------ | -- | - | -- | ------ | ------ |
| 1.    | Bracknell Queen Bees  | 14     | 13 | 0 | 1  | 116:10 | 26     |
| 2.    | Kingston Diamonds     | 14     | 13 | 0 | 1  | 60:15  | 26     |
| 3.    | Sheffield Shadows     | 14     | 10 | 0 | 4  | 99:46  | 20     |
| 4.    | Solihull Vixens       | 14     | 6  | 1 | 7  | 39:77  | 13     |
| 5.    | Slough Phantoms       | 14     | 5  | 1 | 8  | 62:80  | 11     |
| 6.    | Guildford Lightning   | 14     | 5  | 0 | 9  | 48:43  | 10     |
| 7.    | Milton Keynes Falcons | 14     | 3  | 0 | 11 | 35:81  | 6      |
| 8.    | Streatham Storm       | 14     | 0  | 0 | 14 | 11:118 | 0      |

## Final Four
Die Spiele des Halbfinales, um den 3. Platz und das Finale, finden an einem Trophy Weekend genannten Wochenende  statt.

### Halbfinale
| 2015 | Bracknell Queen Bees | 7:1 | Solihull Vixens |  |

| 2015 | Kingston Diamonds | 4:0 | Sheffield Shadows |  |

### Spiel um den 3. Platz
| 2015 | Solihull Vixens | 1:4 | Sheffield Shadows |  |

### Finale
| 2015 | Bracknell Queen Bees | 4:0 | Kingston Diamonds |  |

## Division I
Die Women's National Ice Hockey League ist nach der Premier League die zweite Stufe der englischen Fraueneishockeyliga. In ihr ist die Division 1 die höchste Klasse. Sie ist in eine Nord- und eine Südgruppe gegliedert.
Die Nordgruppe wurde gegenüber der Vorsaison um die Mannschaft aus Solway erweitert und startete mit zehn Teams.
| North | North                  | North  | North | North  | North    | North  | North  |
| ----- | ---------------------- | ------ | ----- | ------ | -------- | ------ | ------ |
| Platz | Mannschaft             | Spiele | Siege | Unent. | Niederl. | Tore   | Punkte |
| 1.    | Manchester             | 18     | 16    | 1      | 1        | 117:36 | 33     |
| 2.    | Whitley Bay Squaws (M) | 18     | 15    | 1      | 2        | 139:36 | 31     |
| 3.    | Nottingham Vipers      | 18     | 13    | 0      | 5        | 106:62 | 26     |
| 4.    | Coventry Phoenix       | 17     | 10    | 1      | 6        | 81:47  | 21     |
| 5.    | Kingston Diamonds "B"  | 18     | 10    | 0      | 8        | 68:36  | 20     |
| 6.    | Telford Wrekin Raiders | 18     | 7     | 1      | 10       | 115:98 | 15     |
| 7.    | Sheffield Shadows "B"  | 18     | 6     | 0      | 12       | 71:81  | 12     |
| 8.    | Billingham Lady Stars  | 17     | 7     | 0      | 10       | 87:80  | 12 1   |
| 9.    | Solway Sharks Ladies   | 18     | 2     | 1      | 15       | 24:175 | 5      |
| 10.   | Blackburn Thunder      | 11     | 0     | 1      | 17       | 21:178 | 1      |

| South | South                      | South  | South | South  | South    | South  | South  |
| ----- | -------------------------- | ------ | ----- | ------ | -------- | ------ | ------ |
| Platz | Mannschaft                 | Spiele | Siege | Unent. | Niederl. | Tore   | Punkte |
| 1.    | Swindon Topcats            | 16     | 16    | 0      | 0        | 148:14 | 32     |
| 2.    | Invicta Dynamics           | 16     | 10    | 2      | 4        | 97:45  | 22     |
| 3.    | Chelmsford Cobras          | 16     | 10    | 1      | 5        | 81:60  | 21     |
| 4.    | Bracknell Queen Bees "B"   | 16     | 9     | 2      | 5        | 77:43  | 20     |
| 5.    | Cardiff Comets             | 16     | 6     | 2      | 8        | 47:65  | 14     |
| 6.    | Basingstoke Bison Ladies   | 16     | 5     | 2      | 9        | 61:77  | 12     |
| 7.    | Solent & Gosport           | 16     | 5     | 1      | 10       | 44:91  | 11     |
| 8.    | Oxford City Midnight Stars | 16     | 4     | 2      | 10       | 33:105 | 10     |
| 9.    | Peterborough Penguins      | 16     | 1     | 0      | 15       | 42:130 | 2      |

### Final Four
Im Finalturnier wurde zwischen den jeweils beiden Besten der beiden Gruppen über Kreuz um den Sieg in der Division 1 und um das Recht des Relegationsspiel gegen den Letzten der WPIHL gespielt. Offensichtlich hat die Mannschaft der Invicta Dynamics ihre Spiele nicht angetreten.
Halbfinale
|  | Manchester | bye | Invicta Dynamics |  |

|  | Swindon Topcats | 4:2 | Whitley Bay Squaws |  |

Spiel um Platz 3
|  | Whitley Bay Squaws | bye | Invicta Dynamics |  |

Finale
|  | Manchester | 3:2 | Swindon Topcats |  |